# Chittering (Engeland)
Chittering  is een gehucht in het Engelse graafschap Cambridgeshire. De stad ligt in het district South Cambridgeshire en telt ca. 120 inwoners.

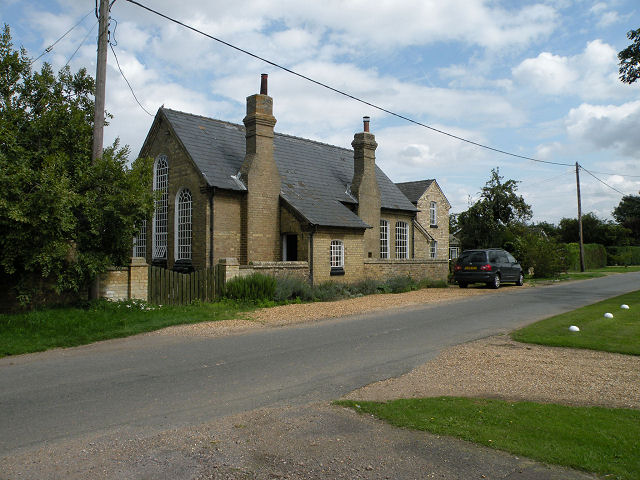
Oude schoolgebouw